# بدر (القاهرة)
مدينة بدر هي مدينة مصرية جديدة من مدن الجيل الثاني، تقع في محافظة القاهرة، وتتبع إدارياً لهيئة المجتمعات العمرانية الجديدة وحي النزهة، أنشأت بقرار رئيس مجلس الوزراء رقم 335 لسنة 1982. تقع المدينة على طريق طريق القاهرة - السويس الصحراوي على بعد 46 كم من القاهرة تحدها من الغرب مدينة هليوبوليس الجديدة, وترتبط بطريق (القاهرة - الإسماعيلية) الصحراوي من خلال وصلة طولها 19 كم، وتربط مجموعة من شبكة طرق إقليمية المدينة بدلتا النيل وقناة السويس والبحر الأحمر وسيناء بشبكة الطرق الإقليمية الموجودة، كما أن لها مستقبلاً واعدا فهي سوف تكون أقرب مدينة للعاصمة الإدارية الجديدة.

## المخطط العام
تبلغ مساحة الكتلة العمرانية للمدينة 12.3 ألف فدان وتبلغ المساحة الإجمالية 18.5 ألف فدان. من المنتظر أن يصل عدد السكان بالمدينة إلى 450 ألف نسمة عام 2022.
تبلغ مساحة النشاط السكني للمدينة 5.4 ألف فدان مقسمة إلى مجموعة من الأحياء تشتمل على جميع مستويات الإسكان (اقتصادي – متوسط – فوق متوسط – فاخر)
كما توفر الهيئة قطع الأراضي السكنية للأفراد وأيضا للشركات الاستثمارية والمنتجعات السكنية وكذلك المشروعات الرائدة مثل مشروع إسكان مبارك ومشروع إسكان جمعية المستقبل ومشروعات الإسكان الحر والإسكان العائلي

### الوحدات السكنية
تم تنفيذ 18.5 ألف وحدة سكنية منها: حوالي 13.5 ألف وحدة سكنية منفذة بمعرفة الهيئة منها: إسكان متوسط 557 وحدة سكنية إسكان اقتصادي ومنخفض التكاليف 12712 وحدة سكنية حوالي 5 ألاف وحدة سكنية منفذة بمعرفة القطاع الخاص وذلك باستثمارات 280 مليون جنيه بخلاف حوالي 17.5 ألف وحدة سكنية جاري تنفيذها بمعرفة شركات وهيئات حكومية ضمن المشروع القومي للإسكان محور المستثمرين

### قطع الأراضي السكنية
تم تخصيص قطع أراضي للإفراد (فيلات – عمارات) بإجمالي 4659 قطعة بمساحة 500 فدان لبناء 981 فيلا و 3678 عمارة سكنية
تم تخصيص قطع أراضي للمستثمرين ضمن المشروع القومي لإسكان بمساحة 300 فدان

### ابني بيتك
تم تخصيص عدد 2307 قطعة أرض إبني بيتك لبناء عدد 6921 وحدة سكنية
تبلغ مساحة النشاط الخدمي 2.5 ألف فدان حيث يوفر التخطيط الحضري للمدينة قطع أراضي للخدمات المختلفة (تعليمية – صحية – ثقافية – دينية – ترفيهية – تجارية).

## الخدمات

### التعليم
تضم مدينة بدر العديد من المنشأت التعليمية أهمها:
- جامعة بدر بالقاهرة.
- الجامعة المصرية الروسية.
- مدرسة إبدأ الثانوي للذكاء الاصطناعي.
- جامعة المدينة بالقاهرة
- جامعة شرق الدلتا
- جامعة كيميت

### الصحة
- مستشفى بدر الجامعي.
- مركز بدر الصحي.

## البنية التحتية

### الطرق والمواصلات
ترتبط مدينة بدر بمدية القاهرة بعدة خطوط
- خط بدر - رمسيس (أحمد حلمي)
- خط بدر - حدائق القبة غير موجود حاليا
- خط بدر - التجمع الثالث
- خط بدر - موقف العاشر والسلام ميكروباص أهالي
- خط بدر - مدينة السلام ميكروباص أهالي
- خط بدر - الماظة غير موجود حالياً
- خط بدر - ك 4.5
- خط بدر - العاشر من رمضان ميكروباص أهالي
- خط بدر - السيدة عائشة (مرور بأول عباس العقاد ومكرم عبيد) غير موجود حالياً
- خط بدر - الشروق هليوبلس (بطريق داخلي)
- خطوط النقل الداخلي بعدد 2 خط
- خط بدر حلوان